# サンデーヒットショー
『サンデーヒットショー』は、1969年10月5日から同年11月9日までフジテレビ系列局で放送されていたフジテレビ製作の歌謡バラエティ番組である。その後も1969年11月16日から同年12月まで『56分待ッタナシ!』（ごじゅうろっぷんまッタナシ）と題して放送されていた。放送時間は毎週日曜 20:00 - 20:56 （日本標準時）。

## 概要
毎回スタジオに観客200人を招いて行っていた公開形式の歌謡番組。当初は観客同士にじゃんけんをさせ、最後まで勝ち残った観客に賞金10万円をプレゼントするゲームも行っていたが、番組は放送開始からわずか6回で改題リニューアルした。以後は歌とトークを中心とする内容で放送されていた。
改題前まではフランキー堺とピンキーとキラーズが司会を務め、土居まさるとビリーバンバンがその他のレギュラーとして出演していたが、フランキーとビリーバンバンは改題とともに降板。以後は土居とピンキラが司会を務めていた。

## 参考資料
- 産経新聞[どれ?][要ページ番号]

| フジテレビ系列 日曜20:00枠                    | フジテレビ系列 日曜20:00枠                                                                               | フジテレビ系列 日曜20:00枠 |
| 前番組                                        | 番組名                                                                                                   | 次番組                     |
| --------------------------------------------- | --- | -------------------------- |
| すかぶら大将 （1969年7月6日 - 1969年9月28日） | サンデーヒットショー （1969年10月5日 - 1969年11月9日） ↓ 56分待ッタナシ! （1969年11月16日 - 1969年12月） | 壮烈!第7騎兵隊             |